# Sint-Severinuskerk (Hamburg-Kirchwerder)
De Sint-Severinuskerk is een dorpskerk in Kirchwerder, tegenwoordig een stadsdeel van Hamburg. Het is de grootste kerk in de Vierlanden, een streek die oorspronkelijk bestond uit vier eilanden in het oerstroomdal van de Elbe.

## Geschiedenis

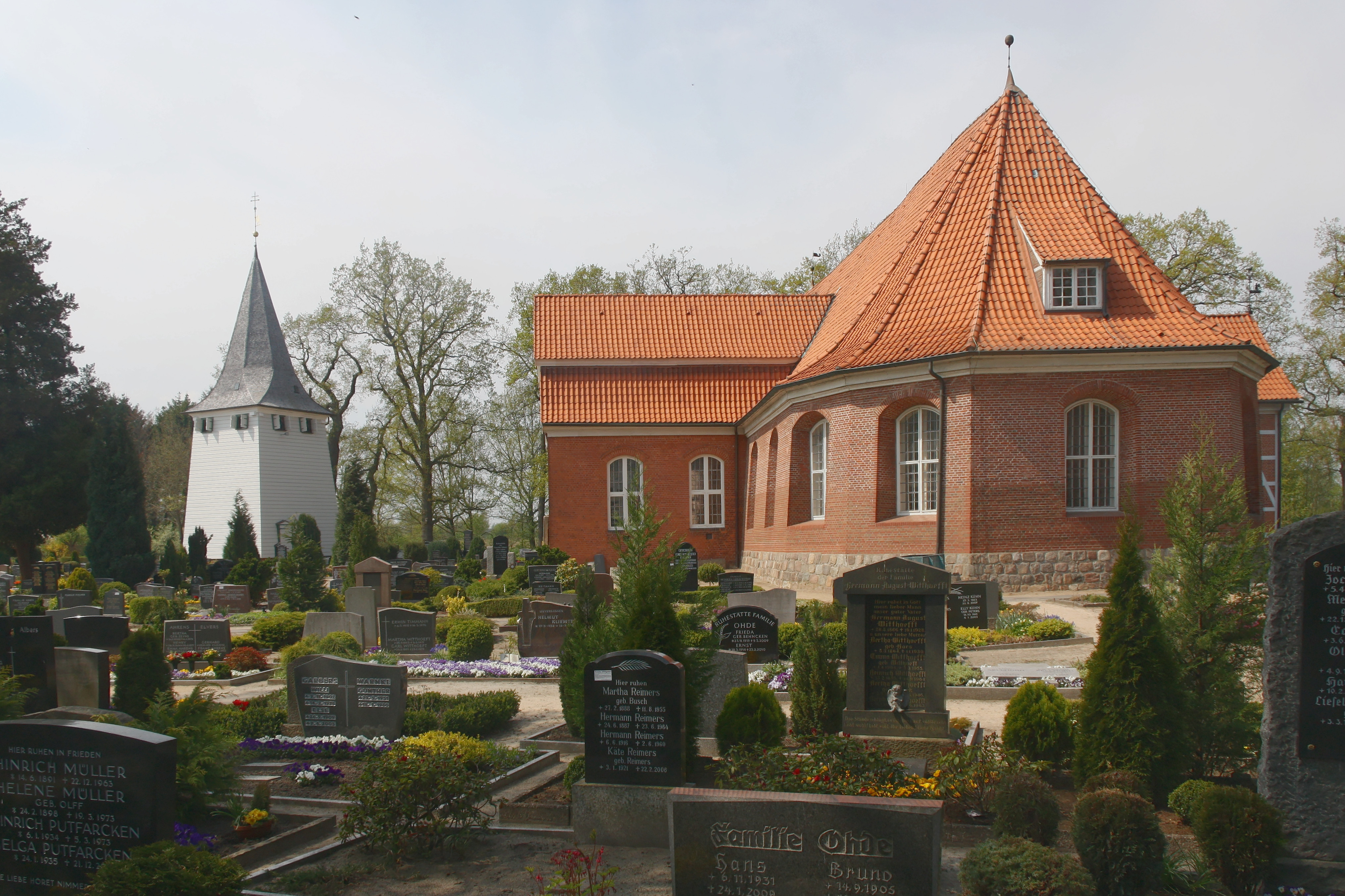
De kerk vanuit het oosten

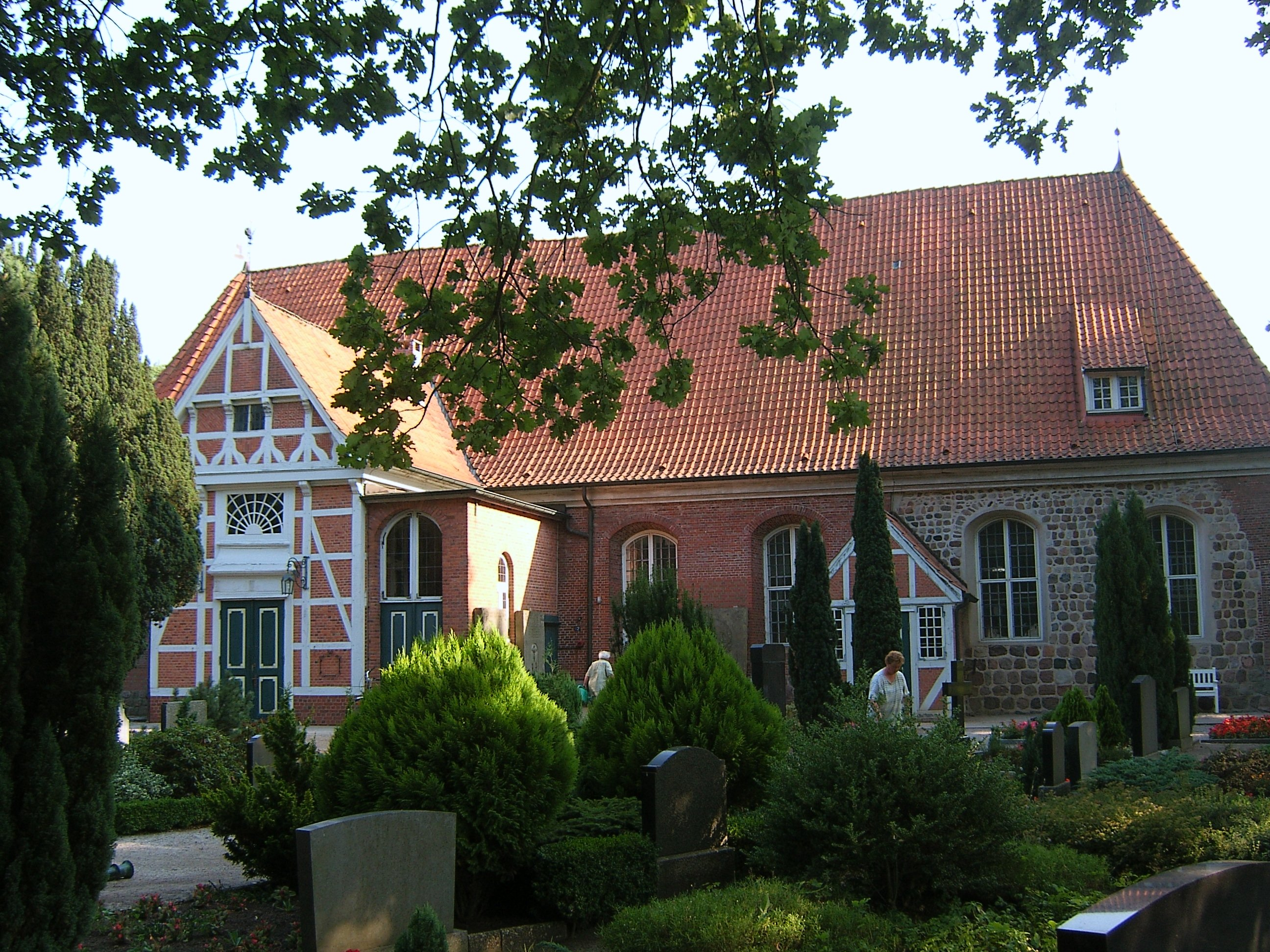
Noordzijde met resten van de oude granieten kerk

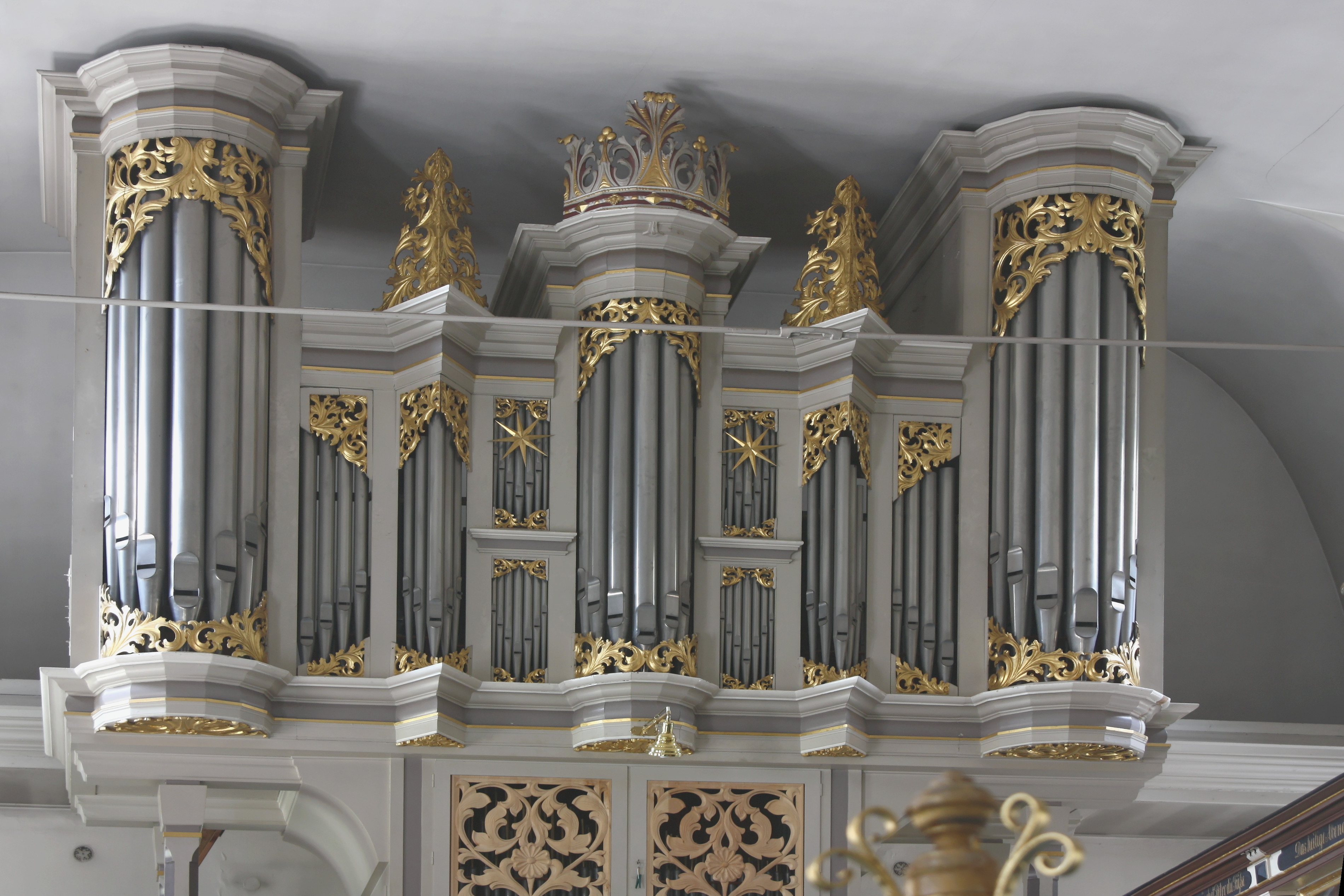
Orgel

De kern van de kerk stamt uit de 13e eeuw en zou ooit volgens een oude veronderstelling door cisterciënzers als kloosterkerk zijn opgericht. Hiervoor ontbreken echter in de geschiedschrijving van de cisterciënzers in Noord-Duitsland bewijzen. De eerste schriftelijke bronnen van een kerk in Kirchwerder dateren uit het jaar 1217.
In de loop der eeuwen werd de Severinuskerk, net als de andere Vierlandse kerken, herhaaldelijk verbouwd. Daarbij werd het granieten bouwmateriaal voor het grootste deel vervangen door baksteen, waarbij een vroegere ingang in de oostelijke muur werd dichtgemetseld.
In de jaren 1649-1650 bouwde men aan de noordelijke muur een voorbouw aan, het zogenaamde Brauthaus.
Tussen 1785 en 1791 volgde vanaf de fundamenten een herbouw van de kerk om de "overbodige sporen van de vroegste oudheid", zoals het toen heette, ongedaan te maken. Daarbij werd niet alleen een uitbreiding naar het zuiden aangebouwd, maar ook ten koste van een balkenplafond een tongewelf ingebracht, nieuwe vensters ingezet en delen van de inrichting vernieuwd.
Renovaties aan het bouwwerk waren steeds weer nodig. De meest bekende renovaties volgden in 1916 onder leiding van de Duitse architectuurhistoricus Julius Faulwasser, in 1955 om het muurwerk te isoleren tegen bodemvocht en in 1988 om het muurwerk veilig te stellen.
Een opmerkelijke gebeurtenis in de geschiedenis van de kerk vond plaats in 1470, toen de toenmalige pastoor zonder bekende reden door plaatsgenoten werd vermoord. Het hele dorp Kirchwerder werd in die tijd tijdelijk getroffen door een kerkelijke ban.

## Interieur
Het door het classicisme beïnvloede interieur stamt voor een wezenlijk deel uit de late 18e eeuw. Alleen de met beschilderde panelen versierde noordelijke galerij is ouder en werd tussen 1672 en 1674 gebouwd en in 1751 verlengd.
Het altaar wordt aan Tischler Radefahr uit Bergedorf toegeschreven. Het oorspronkelijke altaarschilderij met de Kruisiging van de schilder Johann Caspar Bleyel uit Lübeck werd wegens de slechte staat in 1988 vervangen door een soortgelijk schilderij van Gerdt Hardorff. Van zijn hand verscheen ook het schilderij in de predella. Beide schilderijen werden voor de Hamburger Sint-Jacobikerk gemaakt en zijn in bruikleen naar Kirchwerder gekomen.
De tegenwoordig als sacristie gebruikte biechtstoel onder de noordelijk galerij dateert uit de tijd van de herbouw van de kerk in 1785. De kansel en het doopvont volgden later en werden in 1806 door de plaatsgenoot Heinrich Busch gemaakt. Twee jaar eerder had de gemeente zich uitgesproken tegen de overname van de marmeren kansel uit de voor de sloop geplande Mairadom.
Alle galerijen zijn met een 38-delige cyclus met oud- en nieuwtestamentische scènes versierd, die uit de 17e en 18e eeuw stammen. Gedraaide zuilen scheiden de panelen van elkaar, die steeds worden voorzien van een de naam van de gebeurtenis en de naam van de persoon die het paneel financierde. De schilderijen aan de altaargalerij zijn eveneens in bruikleen van de Sint-Jacobikerk in Hamburg. Aan de borstwering van de zuidelijke galerij staan 12 middeleeuwse beelden van apostelen, die waarschijnlijk bij een rond 1500 gebouwd altaar hoorden en sinds 1928 in de kerk staan.
Bijzonder is zijn de kerkbanken, die rijk zijn versierd met houtsnij- en inlegwerk. De oudste delen dateren uit 1641, de jongste uit de 18e eeuw. Aan de mannenbanken zijn veel decoratieve hoedenstandaarden van smeedijzer bevestigd.
De messing kroonluchters zijn 17e-eeuws en werden door de inwoners van Kirchwerder geschonken. De kerk bezit nog zilveren altaarkandelaren, die in 1722 door de Hamburger zilversmid Johannes Grünow werden gemaakt.

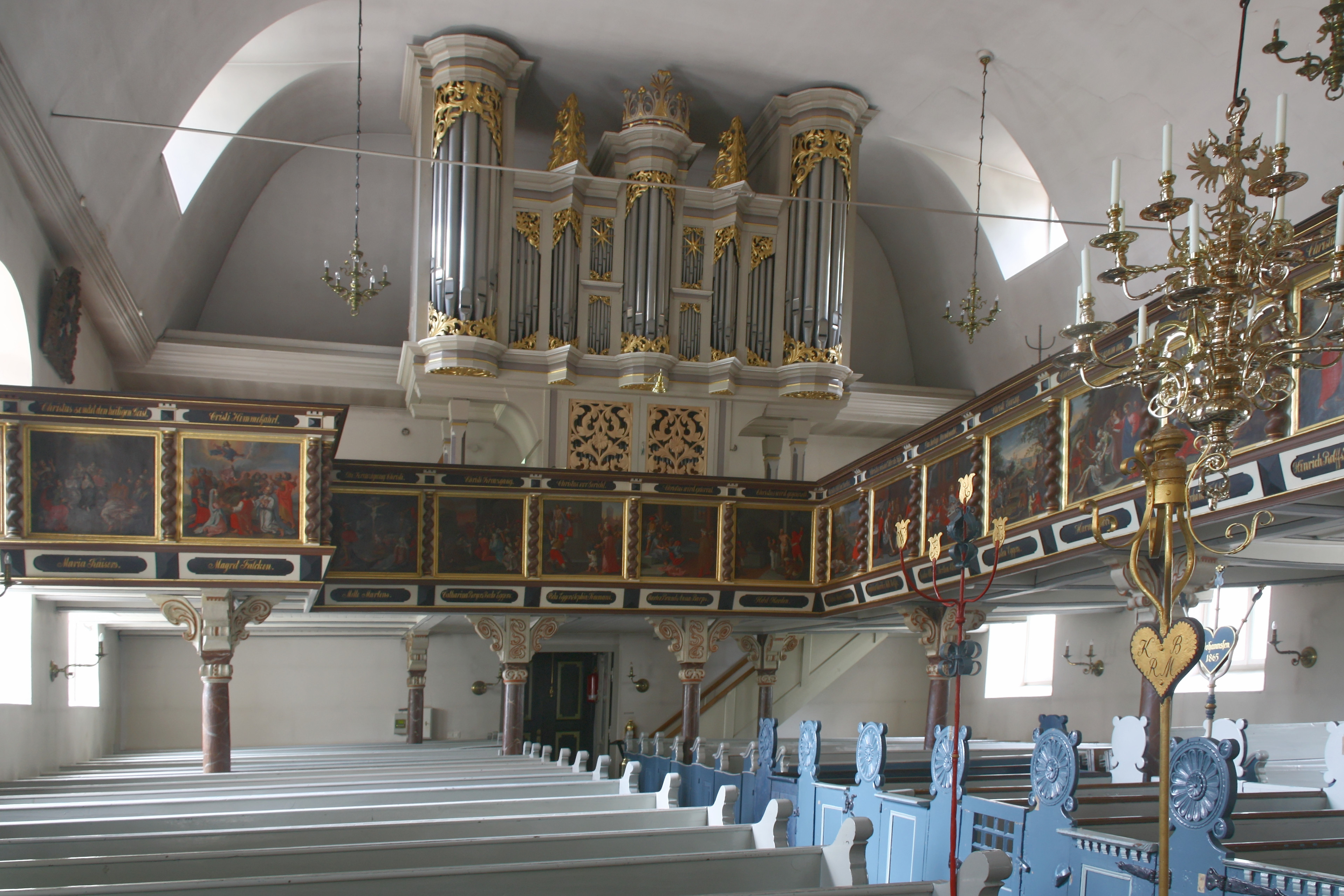
Interieur richting westen
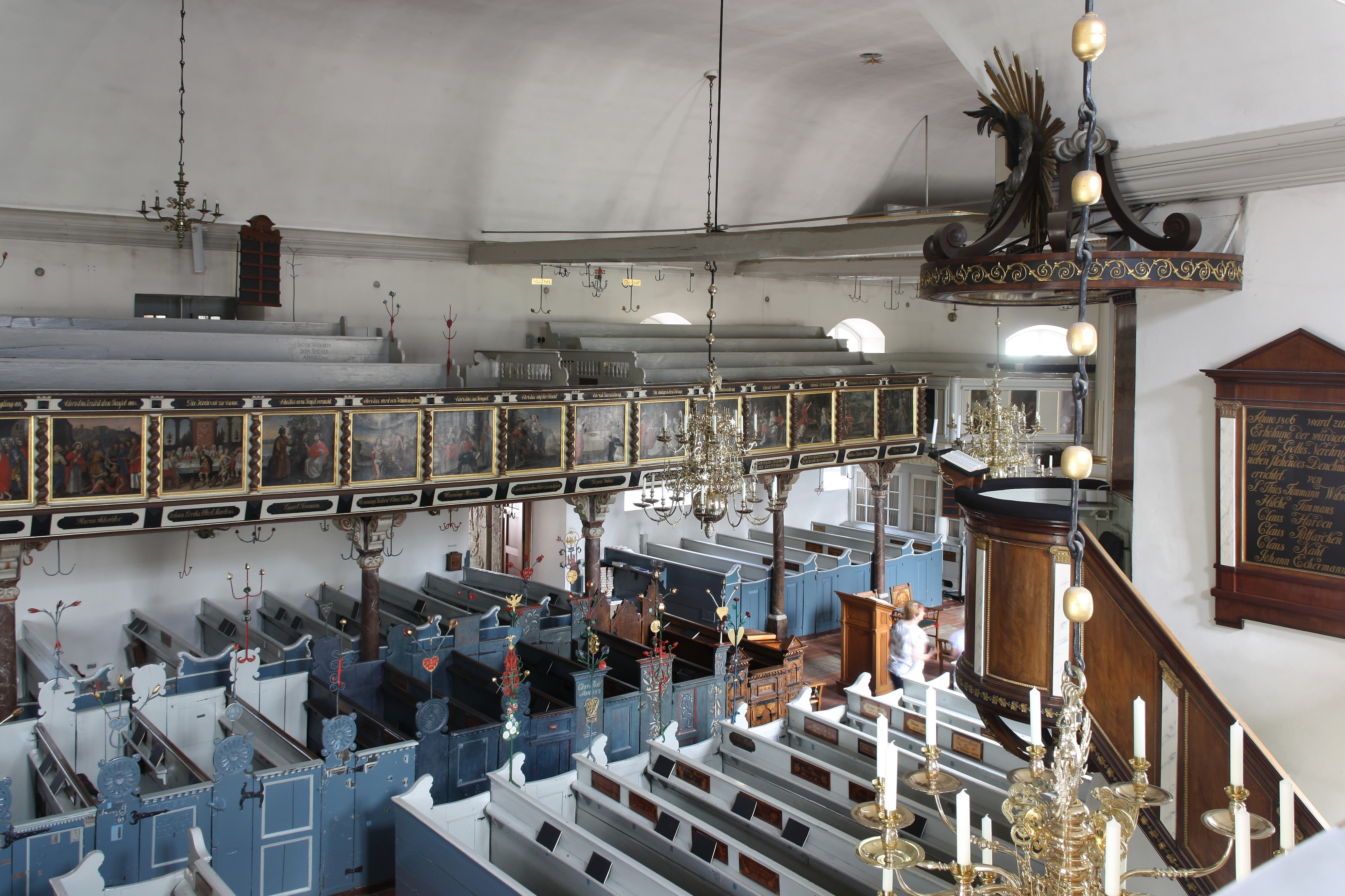
Zicht op de noordelijke galerij
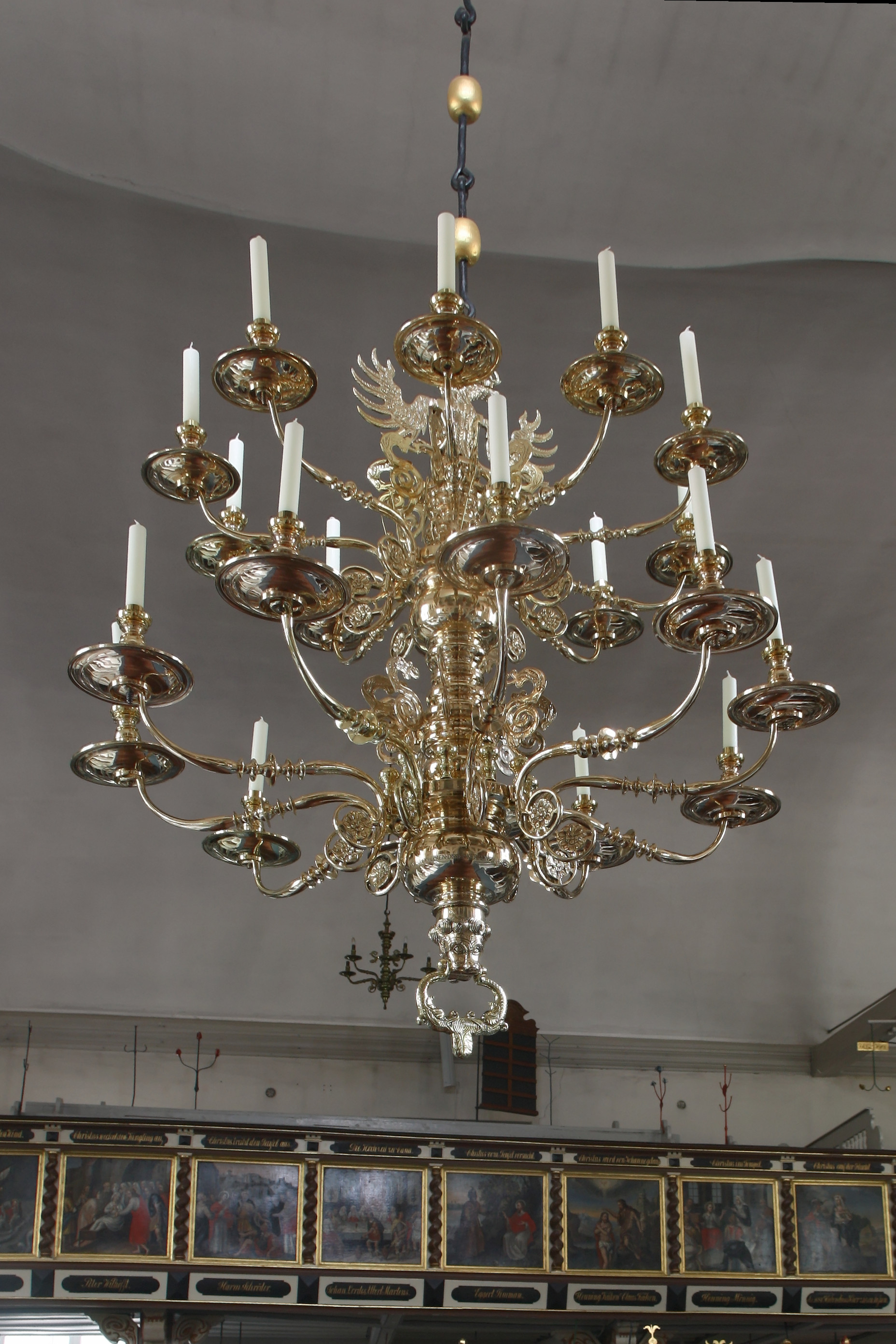
Kroonluchter
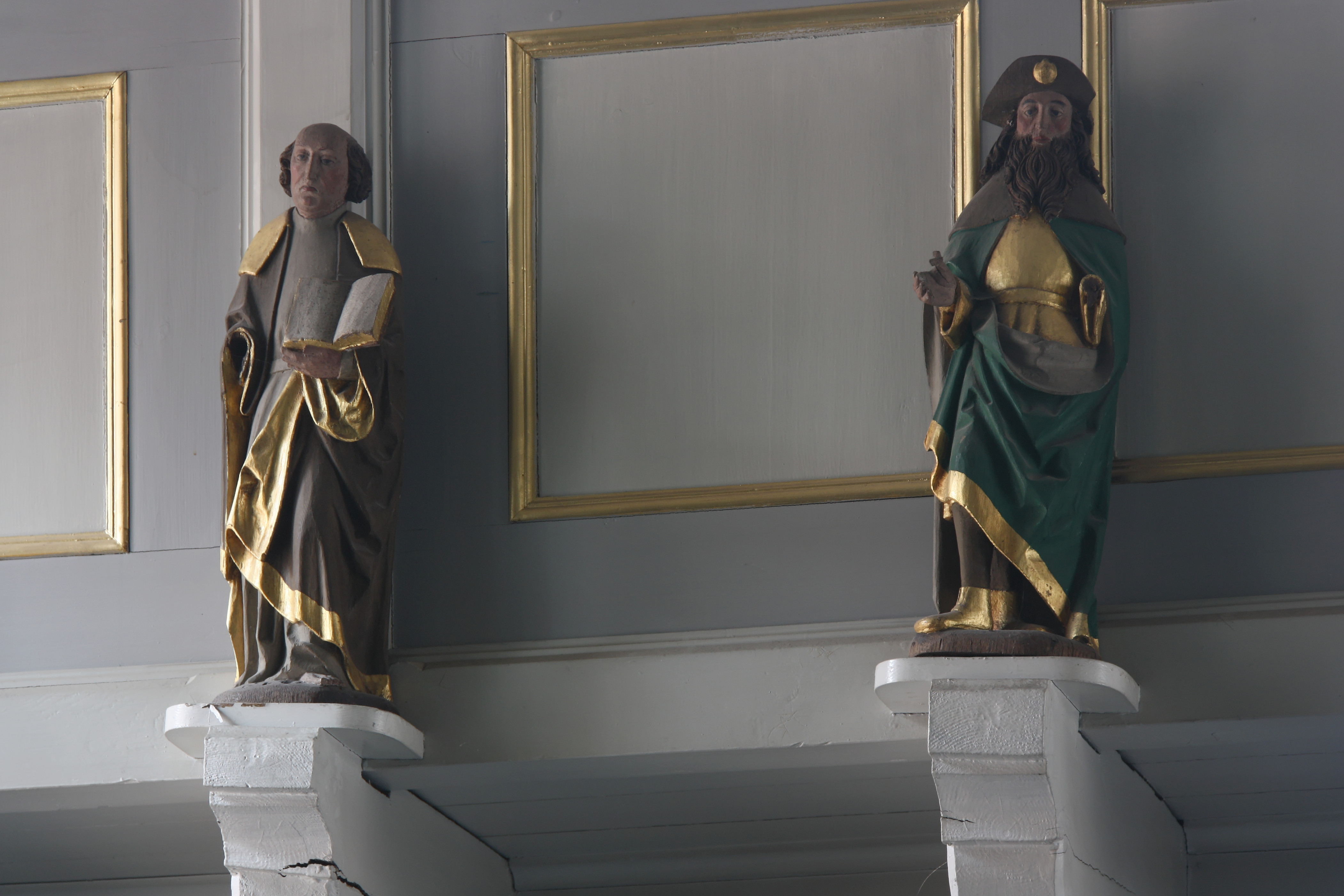
Apostelbeelden
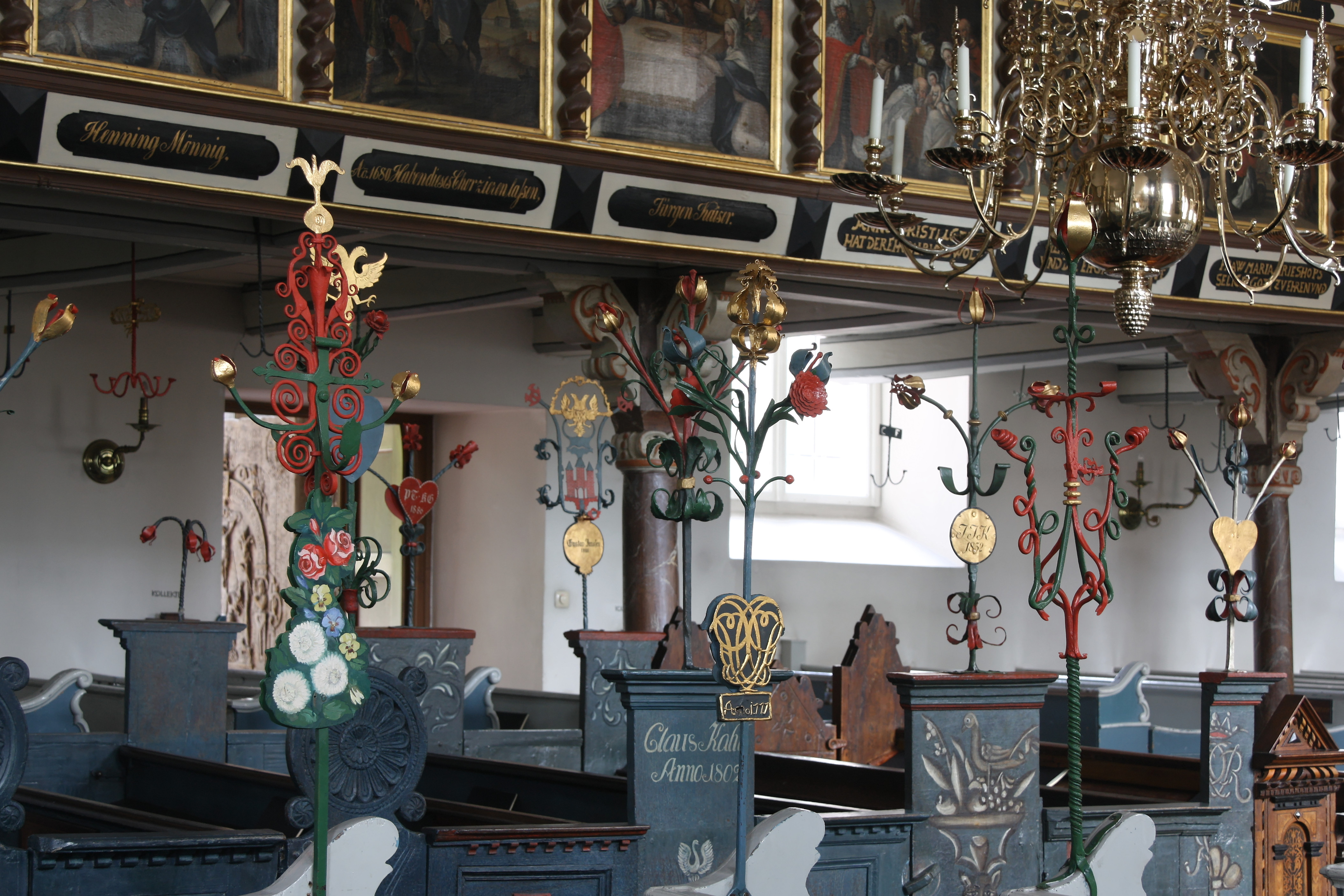
Hoedenstandaarden
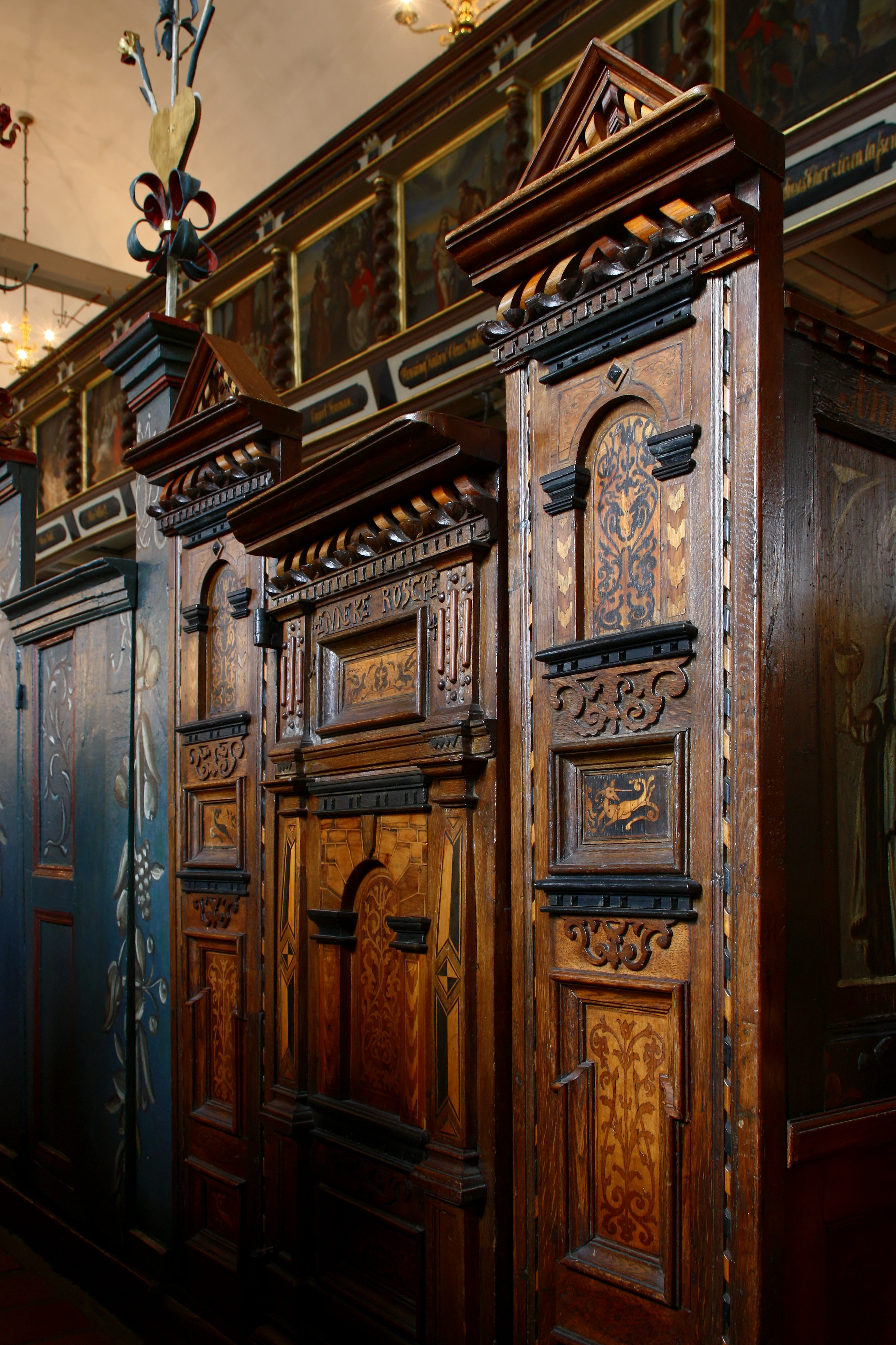
Inlegwerk

## Klokkentoren
De klokkentoren werd, zoals vaker in de streek, niet aan het kerkschip aangebouwd en staat iets afzijdig ten zuidwesten van het kerkschip. Een oud volksverhaal vertelt over de standplaats van de toren dat de duivel zich ergerde aan het luiden van de klokken. Hij probeerde daarom de toren in de Elbe te werpen, maar dat mislukte omdat hij te weinig grip op het bouwwerk kreeg. Bij een tweede poging greep God in en zei Eenmol dörtst du bloß verseuken (Je mag het maar één keer proberen), waarop de toren op de huidige plaats bleef staan.
Het houten bouwwerk werd waarschijnlijk rond 1600 gebouwd. Op de balken van de toren staan de jaartallen 1604 en 1664. De spits volgde in 1771. De toren moest in de jaren 2009-2012grondig worden gerestaureerd. In de toren hangen drie bronzen klokken uit 1656, 1695 en 1739.

## Orgel
Het orgel bezit 20 registers verdeeld over twee manualen en pedaal en gaat op een instrument uit 1641 terug.

## Kerkhof
Op het kerkhof bevinden zich 90 graven uit de 16e tot 19e eeuw. De meest waardevolle grafzerken staan in het bruidshuis opgesteld, het overwegende deel echter aan de rand van het moderne kerkhof. De inschriften uit de tijd voor 1640 zijn in het Nederduits. Alle zerken tonen wapens, christelijke voorstellingen, soms portretten van de overledenen of voorstellingen van kinderen in streekdracht. Het gebruik van het niet in de streek aanwezige zandsteen en de fraaie decoraties getuigen van de toenmalige welvaart van de boeren. Toen, na de 18e eeuw, het gebruik van grafzerken uit de mode raakte, vonden een aantal van de oude zerken op de boerderijen nieuwe bestemmingen als drempels en stoepranden. De families beschouwden de zerken als hun eigen bezit en deinsden er niet voor terug om de zerken voor andere doeleinden te vernielen. Ook voor de ingang in de zuidelijke muur van de kerk ligt deel van een oude grafzerk als opstapstoep.

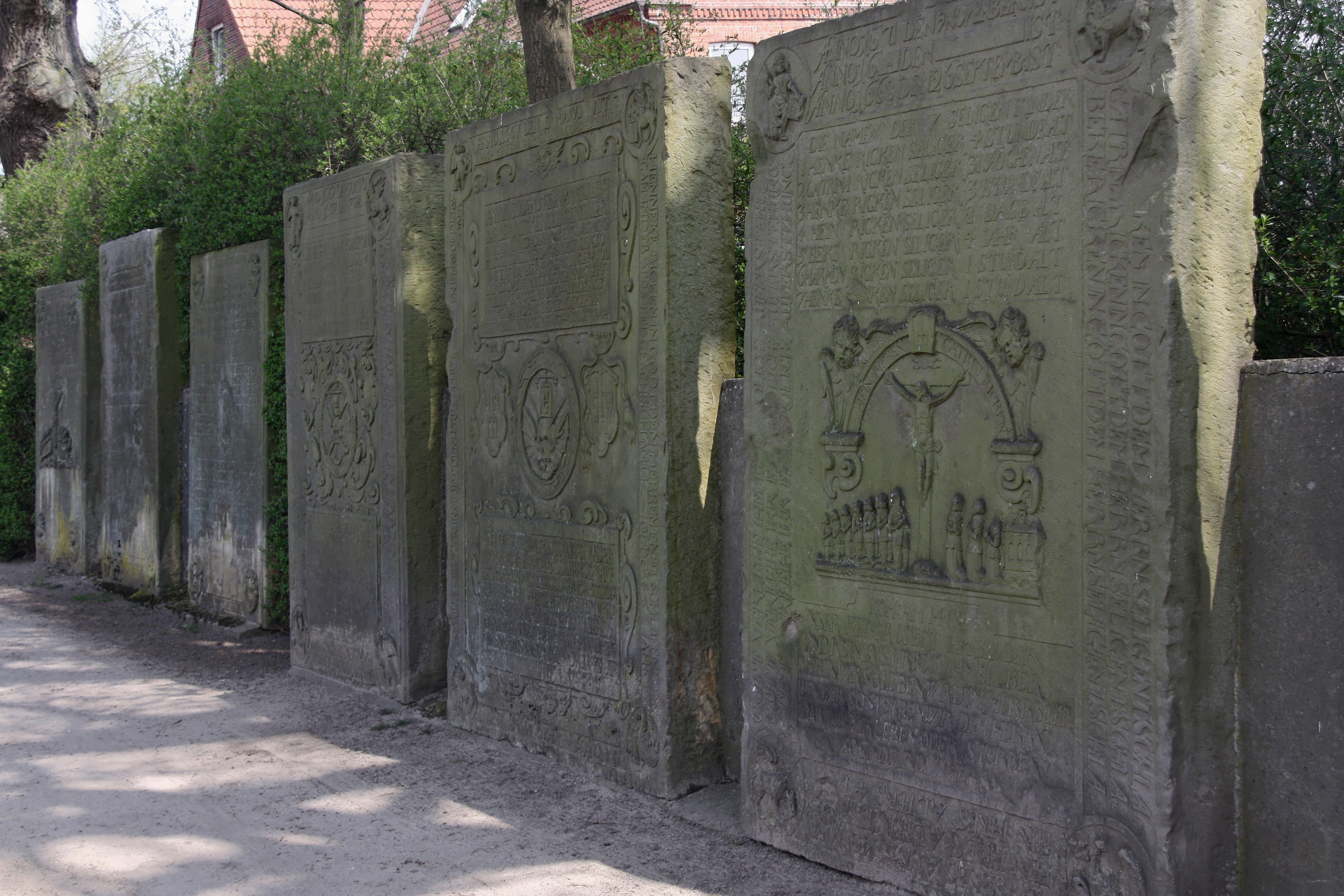
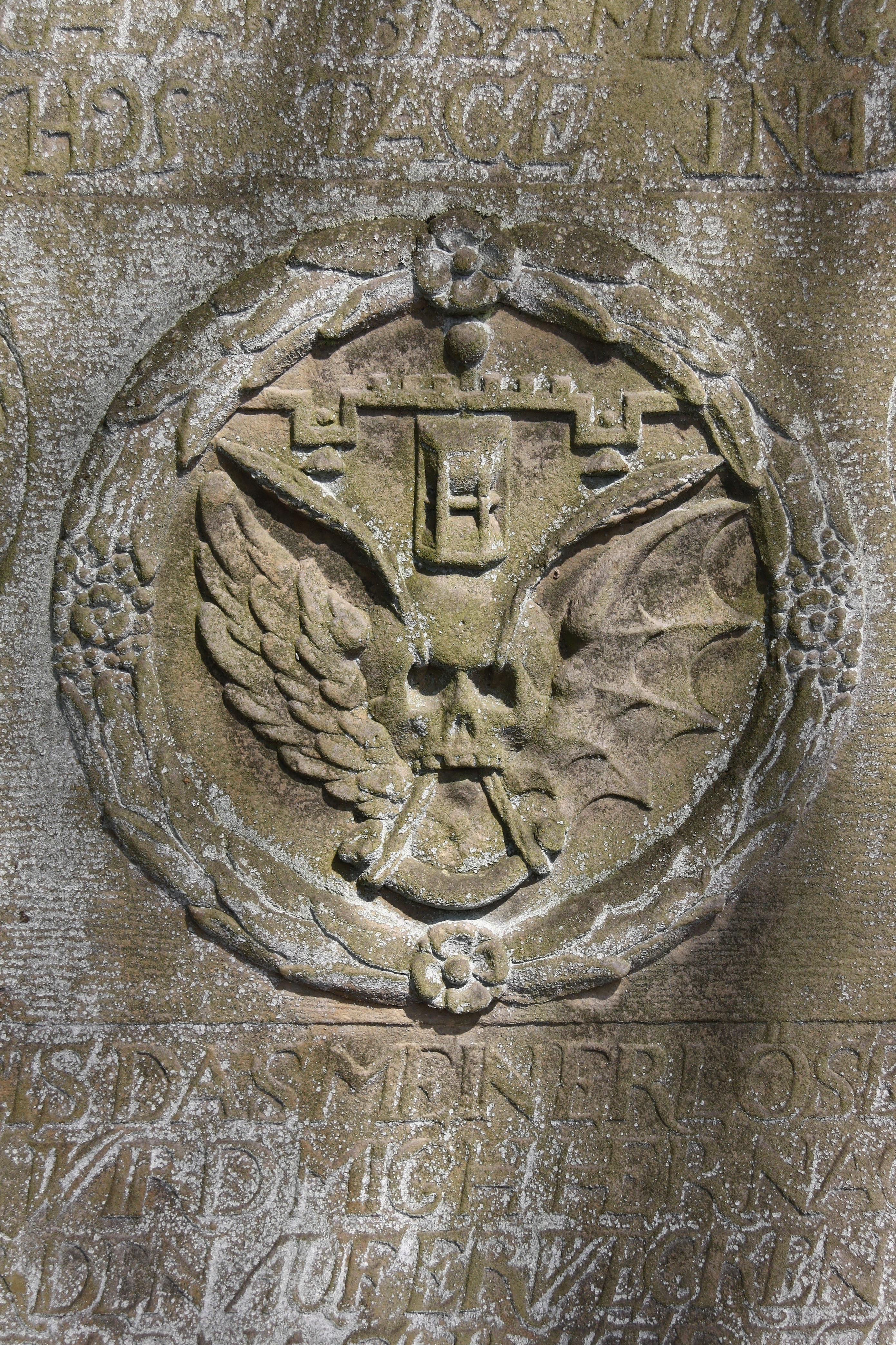
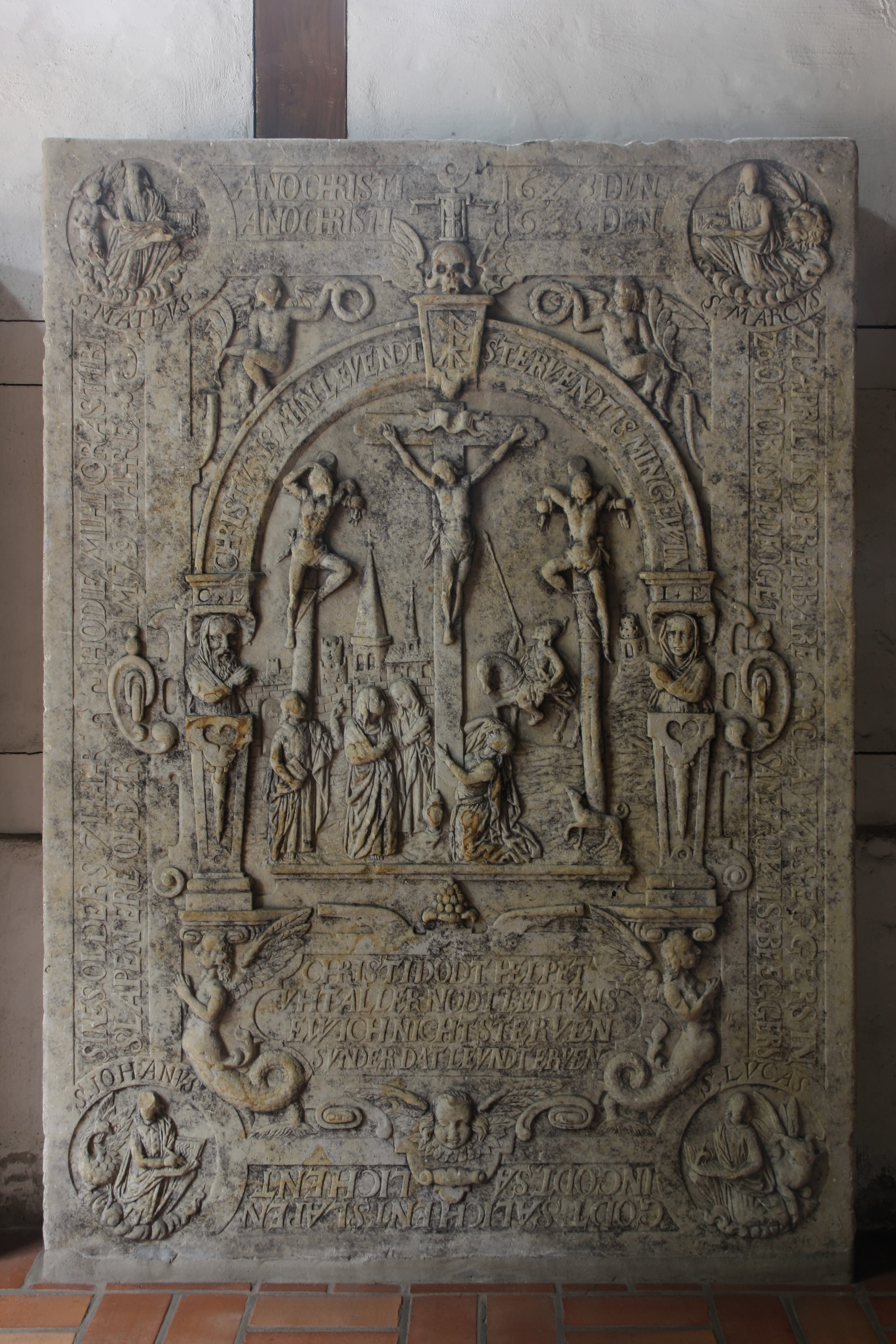
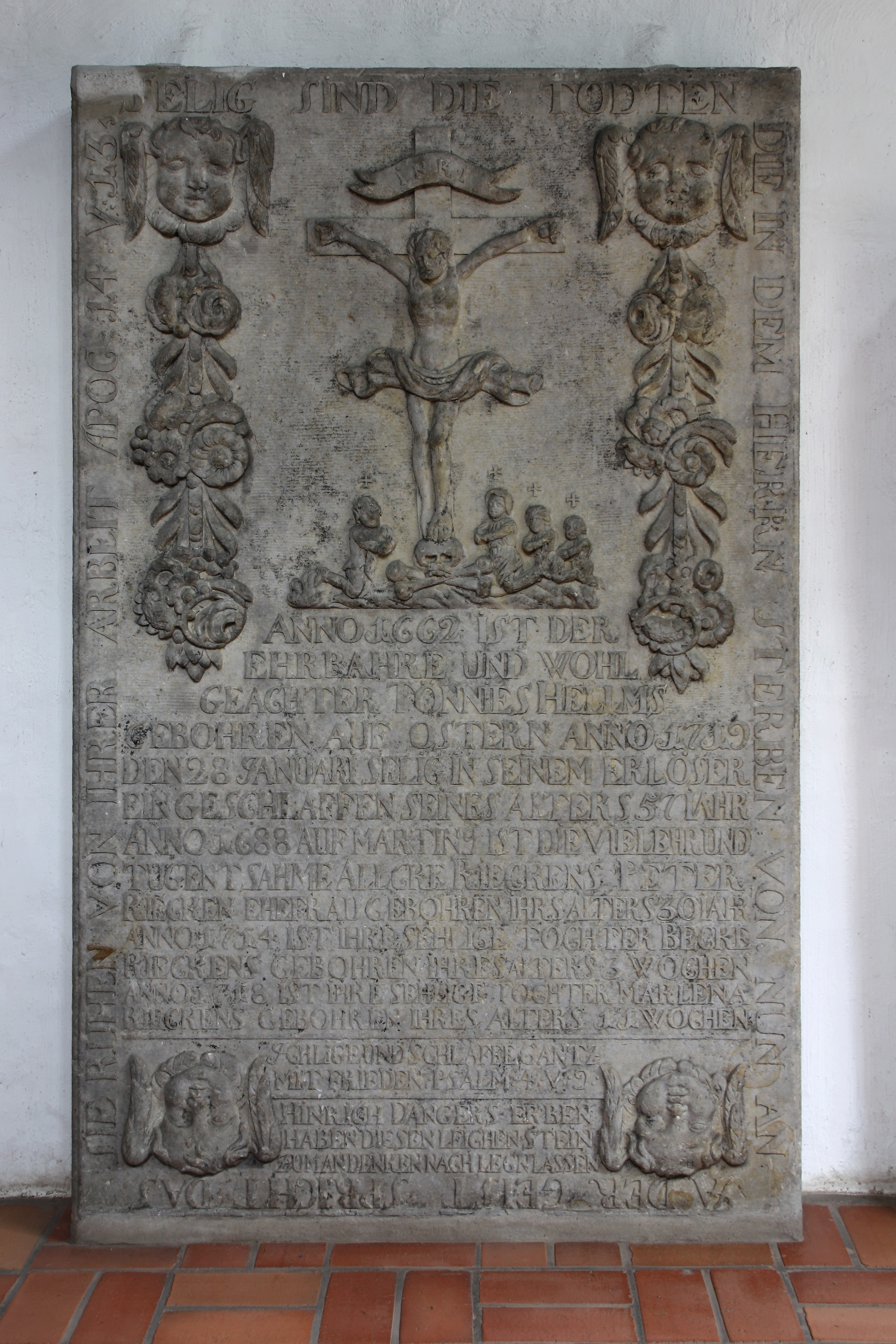
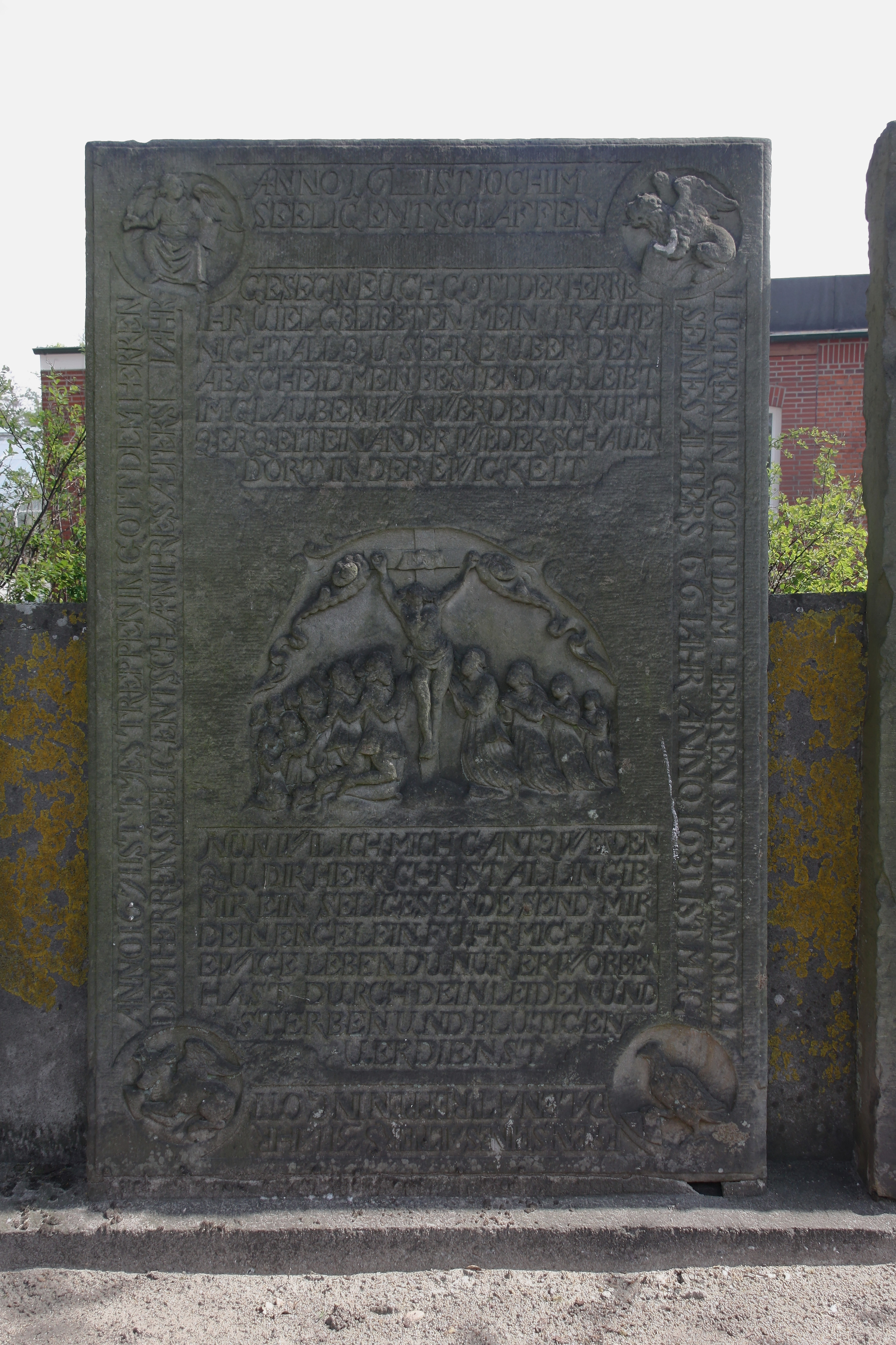
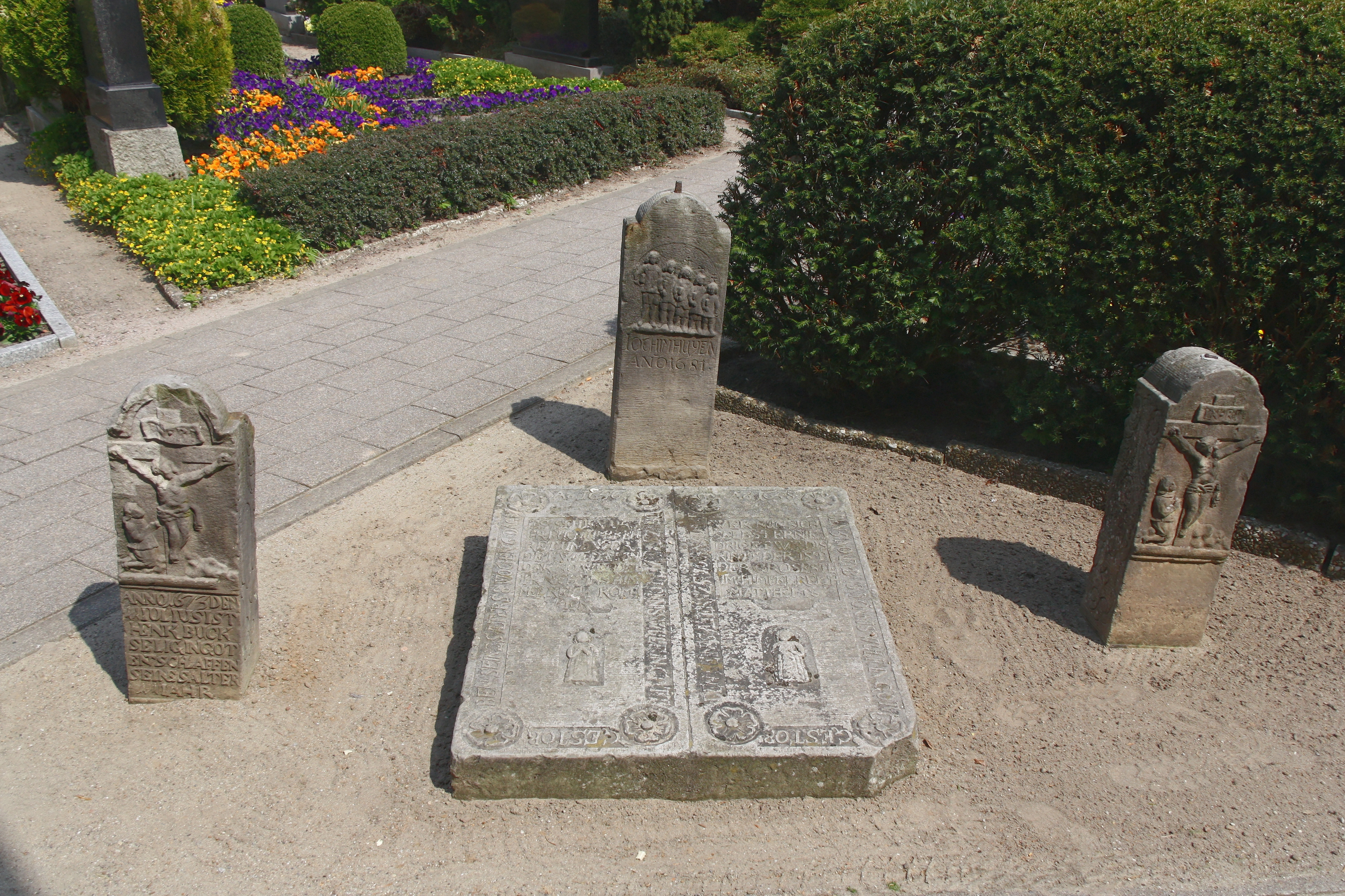